# Weston (Dorset)

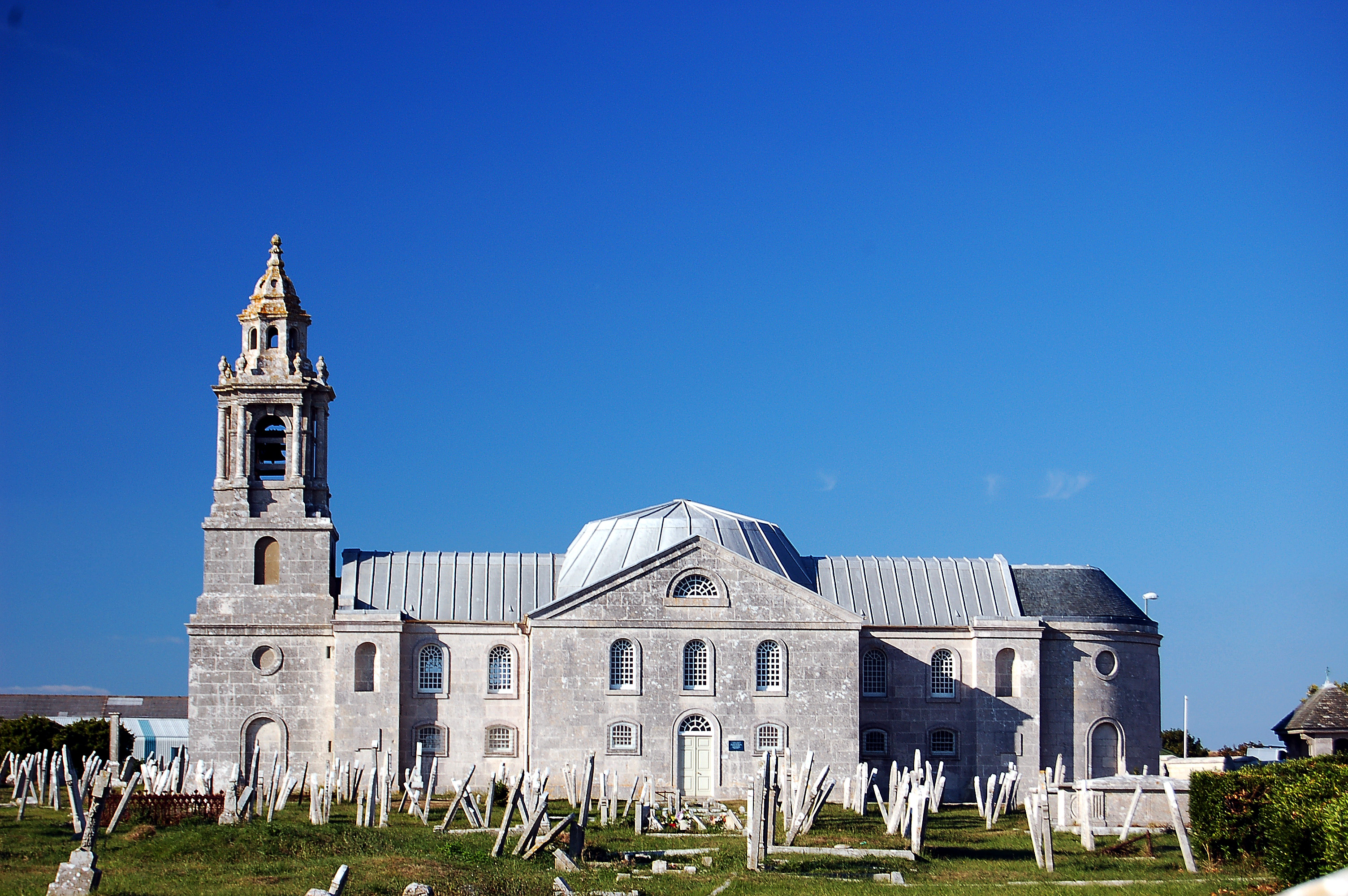
Iglesia de Weston.

Weston es un pueblo ubicado en Tophill, en la isla de Pórtland (Dorset, Inglaterra). Se encuentra en las afueras de la principal localidad del sur de la isla, Easton, y también bastante cerca de Southwell. En Weston existen ruinas romanas, ubicadas enfrente al Colegio de Artes Royal Manor.
- Datos: Q7989355
- Multimedia: Weston, Isle of Portland / Q7989355